# ليام ماندفيل
ليام ماندفيل (بالإنجليزية: Liam Mandeville)‏ هو لاعب كرة قدم بريطاني في مركز الهجوم، ولد في 17 فبراير 1997 في لينكن في المملكة المتحدة. لعب مع نادي دونكاستر روفرز.

## وصلات خارجية
- ليام ماندفيل على موقع قاعدة بيانات كرة القدم.إي يو (الإنجليزية)
- ليام ماندفيل على موقع Soccerbase.com (لاعب) (الإنجليزية)